# Barybaena
Barybaena là một chi bọ cánh cứng trong họ Chrysomelidae.
Chi này được Lacordaire miêu tả khoa học năm 1848.

## Các loài
Các loài trong chi này gồm:
- Barybaena bicoloripes Medvedev, 1992
- Barybaena bryanti Medvedev & Regalin, 1998
- Barybaena fulvipes Medvedev, 1993
- Barybaena gracilis Medvedev, 1993
- Barybaena minuta Medvedev & Regalin, 1998
- Barybaena orangensis Erber & Medvedev, 2003
- Barybaena somaliensis Erber & Medvedev, 2003
- Barybaena tibialis Erber & Medvedev, 2003
- Barybaena transvaalica Medvedev, 1993